# Margosaextrakt
Als Margosaextrakt, auch Neembaumextrakt, werden pflanzliche Extrakte und physikalisch modifizierte Derivate, wie z. B. Tinkturen, Feststoffe, Pflanzenöle, Limonoidextrakte, Limonoid-freie Extrakte, Destillate etc., aus Bestandteilen des Neembaumes (Blätter, Rinde, Samen, Öl etc.) bezeichnet.
Margosaextrakt und Neemöl werden oft miteinander verwechselt, obwohl es sich um vollkommen unterschiedliche Naturstoffe handelt. Bei Margosaextrakt (CAS-Nr. 84696-25-3) handelt es sich um einen Extrakt aus einem Bestandteil des Neembaumes. Es ist also ein Überbegriff für verschiedene Naturextrakte, welche z. B. aus dem Samen oder Blättern des Neembaumes gewonnen werden. Mit dem Begriff Margosaextrakt und der eigenen CAS-Nummer ist von den Zulassungsbehörden eine Unterscheidung zum normalen kaltgepressten Neemöl (CAS-Nr. 8002-65-1) vorgenommen worden.

## Zusammensetzung
Jeder Margosaextrakt hat seine eigene Charakteristik je nachdem, welcher Teil des Neembaumes extrahiert wird und je nachdem, welches Verfahren angewendet wird. Die Bestandteile der Extrakte unterscheiden sich damit je nach verwendetem Teil des Neem-Baumes (z. B. Blätter, Blüten, Stammrinde) qualitativ und quantitativ. Zusätzlich hat der Extraktionsvorgang (z. B. Vorverarbeitung, Lösungsmittel, Temperatur, Endbehandlung) einen großen Einfluss auf die Konstitution des technischen Extrakts.

## Typen
Im Rahmen der EU-Biozidverordnung werden zwei Arten von Margosaextrakt unterschieden.

### CO2-Gesamtextrakt aus Neemöl
Hier wird mittels des CO2-Extraktionsverfahrens mit einem Druck von über 350 bar ein gereinigtes Gesamtextrakt hergestellt. Dieses Extrakt ist von unerwünschten Verunreinigungen des Neemöls befreit und durch den hohen Druck in der Produktion auch steril. Da viele der unerwünschten, die Wirkung behindernden Stoffe in dem Verfahren entfernt werden, ist dies ein hocheffektiver Extrakt. Dieser Extrakt hat selbst in seiner puren Form keine Gefahrenkennzeichnungen.

### Selektiver Limonoid-Extrakt
Vor allem Azadirachtin, Nimbin und Salannin werden aus dem Neemsamen gewonnen. Die Extraktion erfolgt mit Wasser und organischen Lösemitteln. Das Endergebnis ist ein konzentrierter Limonoid-Wirkstoff (vorwiegend Azadirachtin).

## Eigenschaften
Margosaextrakt ist als technisches Produkt eine gelbe bis braune Flüssigkeit der Dichte 0,925 g·cm−3 mit einem Brechungsindex von 1,380 (20 °C). Der Siedepunkt liegt bei 340 °C (Zersetzung), der Dampfdruck beträgt 3,8·10−7 Pa (20 °C).

## Wirkungen
Es ist schwierig, die Ergebnisse der veröffentlichten Literaturstudien mit den Ergebnissen der Studien zu vergleichen, die für die PPP/BPD-Bewertung vorgelegt wurden, da sie am häufigsten mit verschiedenen Testverbindungen durchgeführt wurden. Weiterhin wurden nur wenige Bestandteile des Neembaumes identifiziert. Die zu untersuchenden Extrakte bestehen aus mehreren Komponenten, z. B. Azadirachtin A, Azadirachtin B, Nimbin oder Salannin, von denen Azadirachtin A den größten Anteil hat. Schließlich wurden sowohl im PPP- als auch im BPD-Verfahren die gesamten Extrakte als toxikologisch relevante Substanz betrachtet, da keine toxikologischen Daten vorliegen, um zu zeigen, dass bestimmte Komponenten für die beobachteten toxikologischen Wirkungen verantwortlich waren. Auch Aflatoxine könnten in den Auszügen als relevante Verunreinigungen vorhanden sein, für sie wurden Höchstgehalte definiert.

## Anwendung
Der Margosa-CO2-Gesamtextrakt kann breit angewendet werden. Es handelt sich um einen Wirkstoff, der schwerpunktmäßig repellierend (also abschreckend/pt. 19 Biozid-VO) auf Insekten wirkt. Der Einsatz erfolgt erfolgreich z. B. in Anti-Milbensprays zur Bekämpfung von Hausstauballergie oder in Repellentien gegen Zecken, Flöhe, Ameisen, Motten etc.
Der konzentrierte Azadirachtin-Wirkstoff wird vor allem im Pflanzenschutz, z. B. gegen Frostspanner, Kartoffelkäfer oder Apfelblattläuse, verwendet. Er ist auch für den biologischen Landbau zugelassen. Außerdem ist er ein zugelassenes biologisches Mittel gegen den Eichen-Prozessionsspinner.